# Clan McDuck
De Clan McDuck is een fictieve clan uit Schotland in de Donald Duck-wereld. Gigaveeljardair Dagobert Duck (Engels: Scrooge McDuck) is verreweg het bekendste lid van deze clan.

## Voorgeschiedenis
Vanaf de 10e eeuw wordt de clan genoemd, met de beroemde nederlaag van Sir Eider McDuck tegen de Engelsen toen zijn troepen op de loop gingen voor de vijand. In de middeleeuwen groeiden de McDucks uit tot de rijkste en belangrijkste edelen en werden ze door de koning van Schotland vaak met speciale opdrachten belast. Donald Duck stamt via zijn moeder Hortensia Duck van de McDuck-clan af.
De McDucks huisden eeuwenlang in Kasteel McDuck te Schotland, waarschijnlijk in de buurt van Glasgow, maar werden in de 19e eeuw verdreven door een spookhond, die eigenlijk een vermomd lid was van de Whiskervilles, een vijandelijke clan. De Wiskervilles deden dit omdat ze wisten dat er ergens in het kasteel een schat was verborgen.
Kasteel McDuck werd later door Dagobert Duck opgekocht en (volgens sommige tekenaars) als museum gebruikt. In het kasteel hangen overal schilderijen en harnassen van de McDucks. Eerst werd Scottie Mc Terrier huisbewaarder ervan, maar na zijn overlijden werd dat Dagoberts zus Doortje Duck. In het kasteel bevond zich ooit een schat, die later door Dagobert Duck werd gevonden.
De tartan van de clan werd in de jaren 80 als inspiratiebron gebruikt door een Duckstads expressionistisch schilder.

## Sir Eider McDuck
Sir Eider werd geboren in Schotland in 880. Toen hij wat ouder was, werd hij de leider van de McDuck-clan. In 946 werd zijn kasteel aangevallen door de Angelsaksen; veroveraars die zich niet hielden aan het verdrag dat Koning Edmund I van Engeland en Koning Malcolm I van Schotland in 945 hadden getekend. Sir Eider leverde geen pijlen aan zijn manschappen en betaalde ze slechts 30 stukjes koper per uur. Zijn onderbetaalde soldaten verlieten het kasteel om hun leven te redden, en Sir Eider stierf terwijl hij het in zijn eentje opnam tegen de Angelsaksen. Hij werd begraven in het destijds net gebouwde familiekerkhof en zijn wapens werden geplaatst in een van de gangen van het kasteel.

## Sir Quack McDuck
Sir Quack McDuck (Engels: Sir Quackly McDuck) werd rond het jaar 1010 geboren. In het jaar 1057 kreeg hij van koning Macbeth van Schotland een waardevolle schat met juwelen en munten in ruil voor zijn hulp aan de koning. Hij was er zo zuinig op dat hij zichzelf samen met de schat inmetselde in de muur, zodat hij stierf. In 1948 vond Dagobert Duck de schatkist van Sir Quack McDuck.
Sir Quack McDuck, soms ook Sir Kwak McDuck genoemd, verscheen het eerst in het verhaal "The Old Castle's Secret" (Het geheim van het oude kasteel) van Carl Barks. Later is hij ook nog voorgekomen als geest in "De jonge jaren van Oom Dagobert" van Don Rosa.

## Sir Muf McDuck
Sir Muf McDuck (Engels Sir Stuft McDuck) werd in 1110 in Schotland geboren en werd de patriarch van de McDuck-clan. Hij was een succesvol legeraanvoerder. In 1175 stierf hij. Hij ligt begraven op de McDuck Begraafplaats en zijn harnas staat in de hal van kasteel McDuck.

## Sir Cholesterol McDuck
Sir Cholesterol McDuck (Engels: Sir Roast McDuck) is bedacht door Carl Barks en komt voor het eerst voor in het verhaal "The Old Castle's Secret". Sir Cholesterol is omstreeks het jaar 1159 geboren. Hij stierf in 1205 doordat hij tijdens een veldslag te veel at in de koninklijke keukens, terwijl hij aan front moest vechten. Na zijn dood is hij begraven. Zijn harnas is in het kasteel McDuck neergezet.

## Sir Leip McDuck
Sir Leip McDuck (Engels: Sir Swamphole McDuck) komt voor in "De jonge jaren van Oom Dagobert" van Don Rosa en werd in 1190 geboren. Onder zijn leiderschap raakte de clan in financiële nood. In 1220 besloot hij de kerkers van het kasteel McDuck dicht te metselen in een poging om de toenemende onderhoudskosten van het kasteel te drukken. Hij bouwde echter een geheime gang die leidde van de kamers van het kasteel naar de dichtgemetselde kerkers en van daar weer naar het McDuck-Clan Begraafplaats. Deze geheime doorgang was makkelijk voor de McDucks om zo aan hun vijanden, zoals de inspecteur der belastingen, te ontsnappen. Sir Leip stierf in 1260. De toegang tot de geheime gang is net zo smerig als zijn graftombe. Zijn botten zitten nog in zijn harnas, dat voor de geheime ingang staat.

## Sir Simon McDuck
Sir Simon Mcduck is bedacht door Don Rosa en is alleen voorgekomen in het verhaal "A letter from home" (Een brief van thuis). Sir Simon is geboren in het jaar 1437 en gestorven in 1509. Hij was de enige bekende tempelier in de clan McDuck. Hij liet de schat van de tempeliers naar Schotland in het Kasteel McDuck overbrengen. Ook maakte hij vele raadsels om bij de schat te komen. Hij stuurde de sleutel, de kroon van de tempeliers, mee naar het oosten zodat de Orde van Simon de schat niet kon inpikken. Later is de schat gevonden door Dagobert Duck en Kwik, Kwek en Kwak.

## Sir Dagobertus McDuck
Sir Dagobertus McDuck (Engels: Sir Malcolm McDuck) werd in 1530 geboren. Dagobertus McDuck behoort tot de tak van de McDuck-clan die zich in Engeland heeft gevestigd. Hij nam dienst bij de Britse marine. In 1563 was hij onderkapitein van de vloot Falcon Rover. Het schip reisde over de Caribische Zee tussen 1563 en 1564. Hij en bootsman d'Eendt begroeven op een van de eilanden een grote voorraad aardappelen in opdracht van de koningin van Engeland.
Sir Dagobertus McDuck verloor zijn leven in 1564 toen een Spaanse oorlogsvloot zijn schuit kapot schoot. Volgens Sir Quack McDuck verloor hij zijn leven doordat het schip zonk omdat hij driehonderd ton aardappelen in zijn schuit had opgeslagen.

## Dorus Duck
Dorus Duck is bedacht door Carl Barks. Dorus Zeeschuim McDuck (werd in eerste instantie Dorus Duck genoemd) is geboren rond 1710. Hij werd kapitein van een schip en voer met zijn schip naar West-Indië. In 1753 tekende hij een contract met een zekere McSchobbejak. Hij zou een kist (waar later spinazie in bleek te zitten) afleveren in Jamaica, maar McSchobbejak saboteerde het schip van Dorus Duck zodat het met lading en al verging. Dorus Duck overleefde de ramp, maar omdat Dorus de kist niet kon afleveren moest hij nu zijn complete fortuin aan McSchobbejak afstaan. Hij ontkwam en hield alleen zijn gouden kunstgebit en een horloge over. Volgens Keno Don Rosa stierf Dorus Duck in 1776.

## Jeremias Borstel-Backenbaerth
Hij was/is de enige die het fijn vond zich in de hogere kringen te vertonen. Hij en zijn broer Knoest McDuck waren de zonen van een barones. Zijn zilveren horloge werd later geërfd door Dagobert Duck.

## Knoest McDuck
Knoest McDuck (Engels: Dingus McDuck) is een afstammeling van kapitein Dorus McDuck en van Sir Quack McDuck. Hij is een jongere broer van Jeremias Borstel-Backenbaerth en de zoon van een barones. Knoest moest echter niets hebben van dat chique gedoe en ging werken in de kolenmijnen.
Hij trouwde met Sulfie McMatch. Ze kregen samen drie kinderen: Angus McDuck, Jacob McDuck en Fergus McDuck.

## Sulfie McMatch
Volgens sommige bronnen werkte Sulfie McMatch in de kolenmijnen, volgens andere was ze zwavelstokjesverkoopster. Ze trouwde met Knoest McDuck en kreeg met hem drie kinderen: Angus, Jacob en Fergus McDuck.

## Angus McDuck
Angus McDuck is in het jaar 1829 geboren in Glasgow, Schotland als de zoon van Knoest McDuck en Sulfie McMatch. Eind jaren 40 van de 19de eeuw emigreerde hij naar de VS waar hij ging werken bij een boot op de Mississippi. Gedurende de Amerikaanse Burgeroorlog (1861-1865) beleefde hij zijn hoogtijdagen. Hij werd rijk genoeg om aan het einde van de oorlog een eigen rivierboot te kopen. Samen met Porker Hogg werd hij de eigenaar van een plantage. De twee konden hun geschillen niet bijleggen en een race met rivierboten moest bepalen wie de enige eigenaar van de plantage zou worden. Beide boten zonken. Angus was financieel geruïneerd en werd een professioneel kaartspeler.
In 1880 wist hij met een kaartspel tegen Porker een rivierboot te winnen. Als bemanning monsterde Angus zijn neef Dagobert Duck en Willem Wortel aan. De zaken gingen echter bergafwaarts en in 1882 besloot Angus alweer om zich terug te trekken. Hij gaf de boot aan zijn neef en vertrok naar New Orleans. Hij schreef een serie populaire boeken getiteld De meester van de Mississippi, een sterk overdreven versie van zijn avonturen. Tijdens zijn reizen raakte hij bevriend met beroemdheden als Phineas Taylor Barnum, Buffalo Bill, Annie Oakley en Geronimo.
Angus McDuck is te zien in Keno Don Rosa's verhaal Koning van de Mississippi (1992).

## Jacob McDuck
Volgens de verhalen is Jacob McDuck (Engels: Jake McDuck) in het jaar 1832 geboren. Zijn vader is Knoest McDuck en zijn moeder Sulfie McMatch. Hij leefde zijn hele leven bij zijn broer Fergus McDuck in hetzelfde huis en later in kasteel McDuck. Hij is nooit getrouwd.
Jacob McDuck is te zien in meerdere verhalen in de reeks De jonge jaren van Oom Dagobert.

## Fergus McDuck
Fergus McDuck (1835-1902) woont zijn hele leven in Glasgow. Hij is vooral te zien in Don Rosa's verhaal De laatste van de clan McDuck (1992), het eerste verhaal in de serie De jonge jaren van Oom Dagobert. Hij verschijnt korter in beeld in nog enkele verhalen in deze spin-off-reeks. Hij en zijn vrouw Ma McDuck zijn de ouders van Dagobert, Hortensia en Doortje (Mc)Duck. Fergus McDuck overlijdt net op de dag dat Dagobert en zijn twee zussen Schotland voorgoed verlaten om in de VS hun geluk te gaan zoeken.
Fergus was de zoon van Knoest McDuck en Sulfie McMatch. Volgens verschillende fans, die proberen de sporadisch optredende familieleden in een geforceerde stamboom te plaatsen, had Fergus nog twee buitenechtelijke zonen; Gideon McDuck, die voorkomt in de Italiaanse Donald Duck-verhalen, en Oom Heisa. De bedenkers van deze twee figuren hebben echter nooit een relatie gelegd tussen hun beider personages, laat staan tussen hun personages en Fergus McDuck.
Op de stamboomschetsen van Carl Barks, die hij maakte voor privégebruik, heet Fergus nog 'Old Scotty'.

## Ma McDuck
Ma McDuck, echte naam Downy O'Drake, is in 1840 geboren in Ierland. Ze trouwde met Fergus McDuck en kreeg met hem drie kinderen: Dagobert (1867), Doortje (1871) en Hortensia (1876).Ze is een erg toegewijde huisvrouw en moeder. Ze woonde vanaf 1885 samen met haar familie in kasteel McDuck en stierf in 1897, 57 jaar oud. Ze is op het McDuck-kerkhof begraven.
In het Engels heet ze Downy O'Drake, wat aangeeft dat ze oorspronkelijk uit Ierland komt.
Haar beste recept was de broodkruimeltaart die ze maakte van de overgebleven broodkruimels van de afgelopen week.

## Doortje Duck
Dochter van Fergus en Ma McDuck en zus van Dagobert en Hortensia Duck. Zie verder: Doortje Duck.

## Hortensia Duck
Dochter van Fergus en Ma McDuck en zus van Dagobert en Doortje Duck. Zie verder: Hortensia Duck.

## Dagobert Duck
De rijkste eend ter wereld. Zoon van Fergus en Ma McDuck en broer van Hortensia en Doortje Duck. Zie verder: Dagobert Duck.

## Gideon McDuck
Broer van onder anderen Dagobert Duck. Zie verder: Gideon McDuck.

## Oom Heisa
Halfbroer van onder anderen Dagobert Duck. Zie verder: Oom Heisa.